# 사랑에 미치다
《사랑에 미치다》는 2007년 2월 3일부터 2007년 4월 1일까지 방영되었던 SBS 주말특별기획 드라마이며 절박한 사랑이 2002년 영화 몬스터 볼의 사랑 방식과 유사하다는 지적이 있었다.
한편, 이 작품은 당초 <사랑하지 않아>란 제목으로 방영될 예정이었으며 고소영 재희(본명 이현균) 최여진 등이 주요 배역으로 낙점됐으나 방송사가 확정되지 않아 무산되기도 했다.

## 소개
운명에 관한 얘기를 하고 싶었다. 소설이나 영화, 드라마에서 수만번은 족히 다뤄졌던 흔하디흔한 이야기가 바로 운명 그리고 운명에 얽힌 사랑이지만 그 흔하디흔한 이야기를 조금은 더 짠하게 조금은 더 아프게 조금은 더 독하게.. 그래서 정말 제대로 운명다운 이야기를 만들고 싶었다. 운명이 강하고 독하면 그에 맞서는 사람 역시 강하고 독해진다. 사람이 강하고 독하면 그들이 뿜어내는 사랑과 증오 역시 강하고 독해진다. 지독한 운명 그리고 더 지독한 사랑과 욕망. 가슴 시리도록 처절하게 그려보고 싶다.
여기 한 남자, 한 여자가 있다. 어려운 환경 속에서도 누구보다 건강하고 선량하던 한 남자는 장난 같은 지독한 운명에 의해 사람의 생명을 앗아간 살인자가 된다. 세상에서 가장 행복한 신부가 되고 싶었던 곱디곱던 한 여자는 장난같은 지독한 운명에 의해 세상에서 가장 슬픈 미암인이 된다. 그리고 남자와 여자가 만난다. 자신이 죽였던 남자의 남은 여자인 줄 미쳐 모른 채. 목숨 같던 사랑을 앗아갔던 바로 그 살인자인 줄 미쳐 모른 채. 남자와 여자가 만나 세상에서 가장 아름다운 사랑을 한다. 그러나 그저 아름다운 줄만 알았던 그 사랑은 세상에서 가장 추한 사랑이었다. 로미오와 줄리엣도 울고 가는 철천지원수 간의 사랑이었다. 아무도 이해해주지도 용서해주지도 않는 심지어는 스스로도 용서할 수 없는 그런 사람이었다. 하지만 그래도 그들은 사랑을 멈출 수 없다. 이미 그렇게 운명 지어졌기에 사랑하고, 사랑하기에 운명을 뛰어넘는다. 마치 전설 속 외눈박이 물고기 비목어처럼 그들은 서로가 없이는 견딜 수 없었다. 세상에 용서받지 못할 사랑은 있을지 몰라도 불가능한 사랑은 없다. 그들의 슬프고 아름다운 사랑이 시작된다.

## 등장 인물
- 이미연 : 서진영 역
- 윤계상 : 김채준 역
- 이종혁 : 이현철 역
- 고준희 : 조민희 역
- 류태준 : 강태준 역
- 송재호 : 강오준 역
- 이경진 : 유숙자 역
- 김영옥 : 한복자 역
- 고규필 : 차연두 역
- 정소영 : 이청호 역
- 정규수 : 조석원 역
- 임성민 : 나의선 역
- 박철민 : 술집 주인 역

## 결방
- 2007년 2월 17일 - 설 특선영화 왕의 남자 편성
- 2007년 2월 18일 - 설 특선영화 맨발의 기봉이 편성